# خسوف القمر يوليو 2020
خسوف شبه الظل حدث يوم 5 يوليو 2020، وهو الخسوف الثالث بين أربعة حصلت في العام نفسه.

## المشاهدة
تمت مشاهدة الخسوف أثناء صعود القمر في أجزاء من أمريكا الشمالية والمحيط الهادئ ونيوزلندا، بينما كان مشاهدًا كليًا في أمريكا الوسطى والجنوبية وبعض أجزاء الشمالية، وعدة أماكن في غرب أفريقيا بالإضافة إلى أقصى سواحل جنوب غرب وجنوب أفريقيا، بينما شوهد الخسوف أثناء نزول القمر في جنوب غرب أوروبا بعض أجزاء المحيط الهندي وأغلب الدول الأفريقية ماعدا (الصومال، جيبوتي، إريتريا، اقصى الشمالي الشرقي من السودان، مصر وإثيوبيا)، استمر الخسوف 165 دقيقة (2 ساعة و45 دقيقة) وغطت عتمة طفيفة ثلث قرص القمر تقريبًا، بدأ القمر دخول منطقة شبه ظل الأرض عند الساعة 03:07 (ت ع م) ووصل ذروته عند 04:30 (ت ع م) وخرج كليًا في 05:52 (ت ع م).
هذا الخسوف جزء من دورة الساروس رقم 149.
| مناطق رؤية الخسوف |

## طالع أيضًا
- قائمة خسوفات القمر في القرن 21
- قائمة خسوفات القمر في القرن 20
- خسوف القمر نوفمبر 2020
- خسوف

## روابط خارجية
- تفاصيل الخسوف
- مخطط خسوف 30 نوفمبر 2020، ناسا